# Lúcio Pórcio Licino (cônsul em 184 a.C.)
Lúcio Pórcio Licino (em latim: Lucius Porcius Licinus) foi um político da gente Pórcia da República Romana eleito cônsul em 184 a.C. com Públio Cláudio Pulcro. Era filho de Lúcio Pórcio Licino, pretor em 207 a.C..
É lembrado por ter promovido a terceira Lei Pórcia.

## Biografia
Foi pretor em 193 a.C. e governou a Sardenha. Tentou o consulado por diversas vezes, mas foi seguidamente derrotado até conseguir ser eleito em 184 a.C. com Públio Cláudio Pulcro. Ambos deram continuidade à guerra na Ligúria. Durante a guerra, jurou construir um templo dedicado a Vênus Ericina. Em 181 a.C., seu filho dedicou o Templo de Vênus Ericina perto da Porta Colina.
Foi o proponente da Lex Porcia III, que previa uma severa sanção aos magistrados que se recusassem a conceder o direito do provocatio aos plebeus.